# شاه‌مرغ شرقی
شاه‌مرغ شرقی (نام علمی: Tyrannus tyrannus) نام یک گونه از سرده شاه‌مرغ است.

## نگارخانه

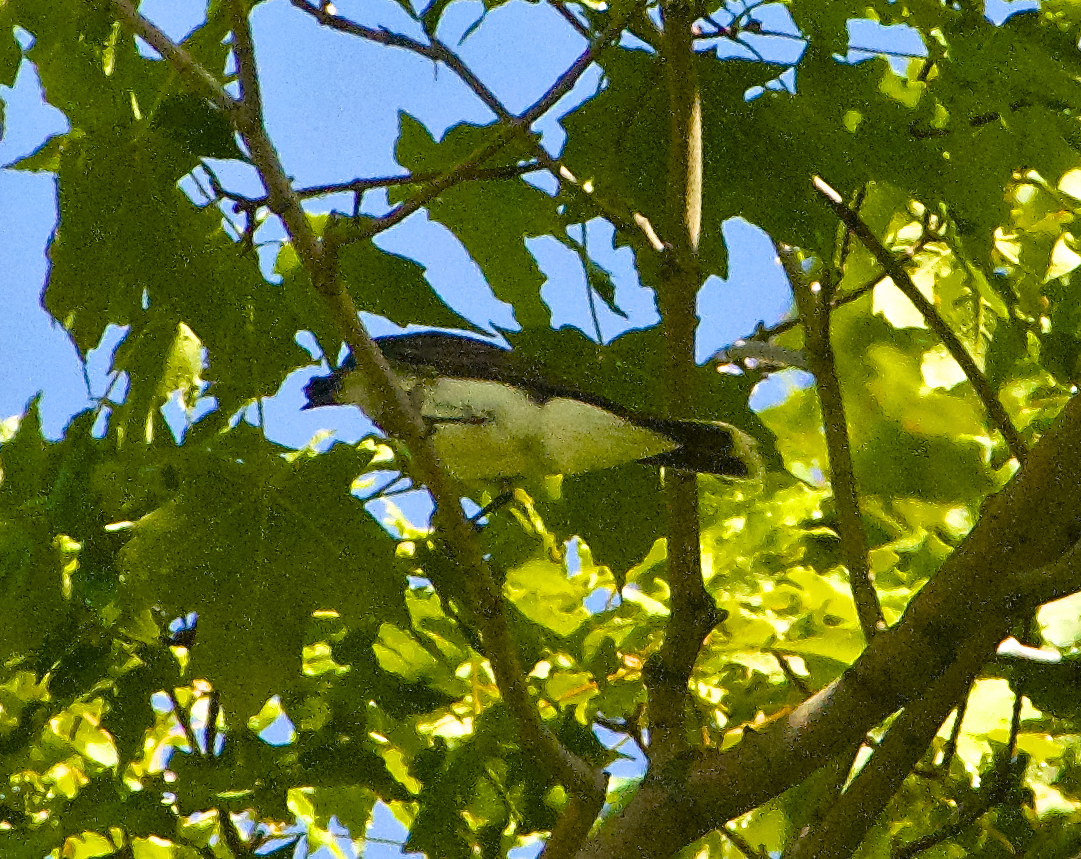
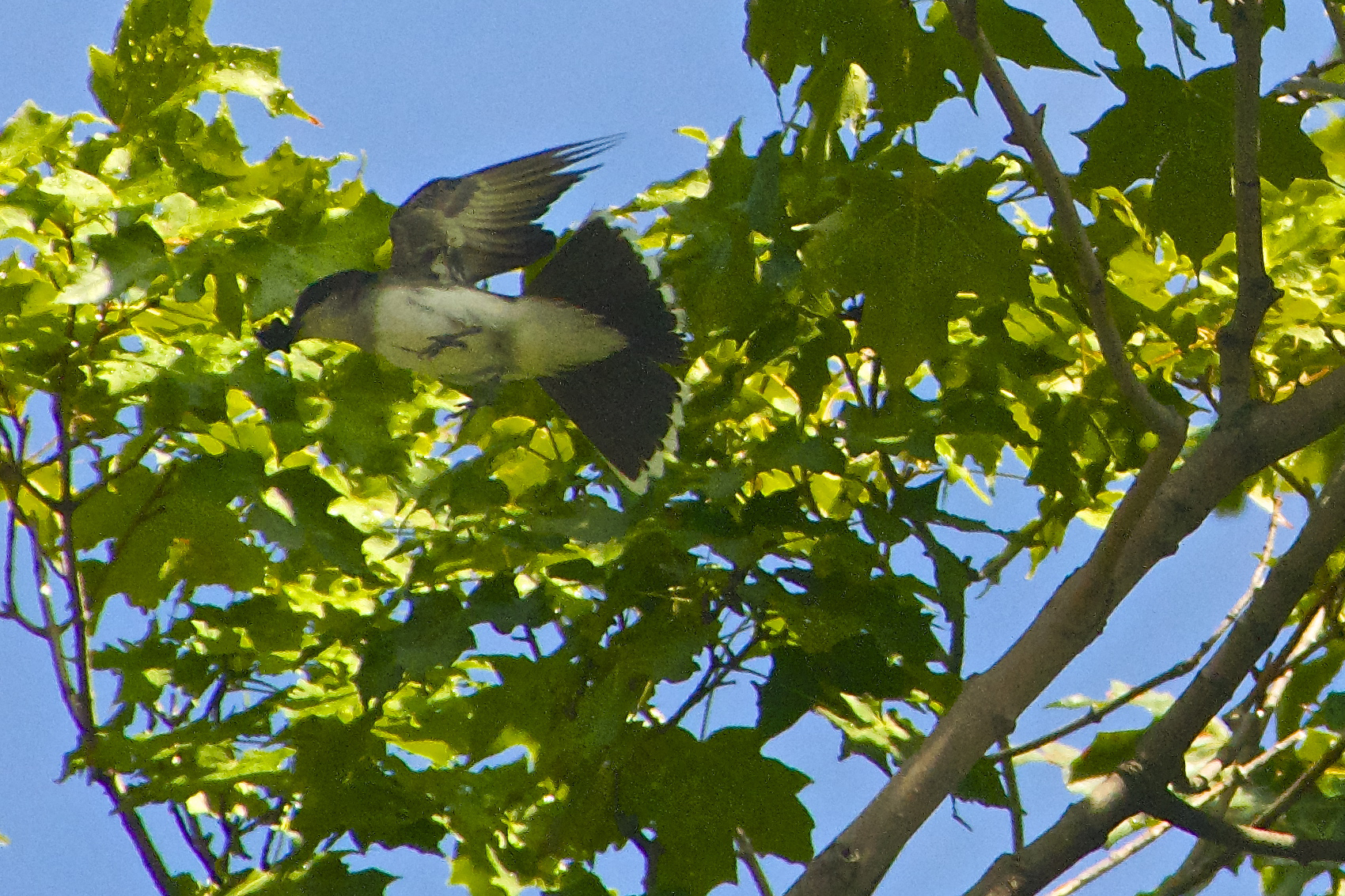
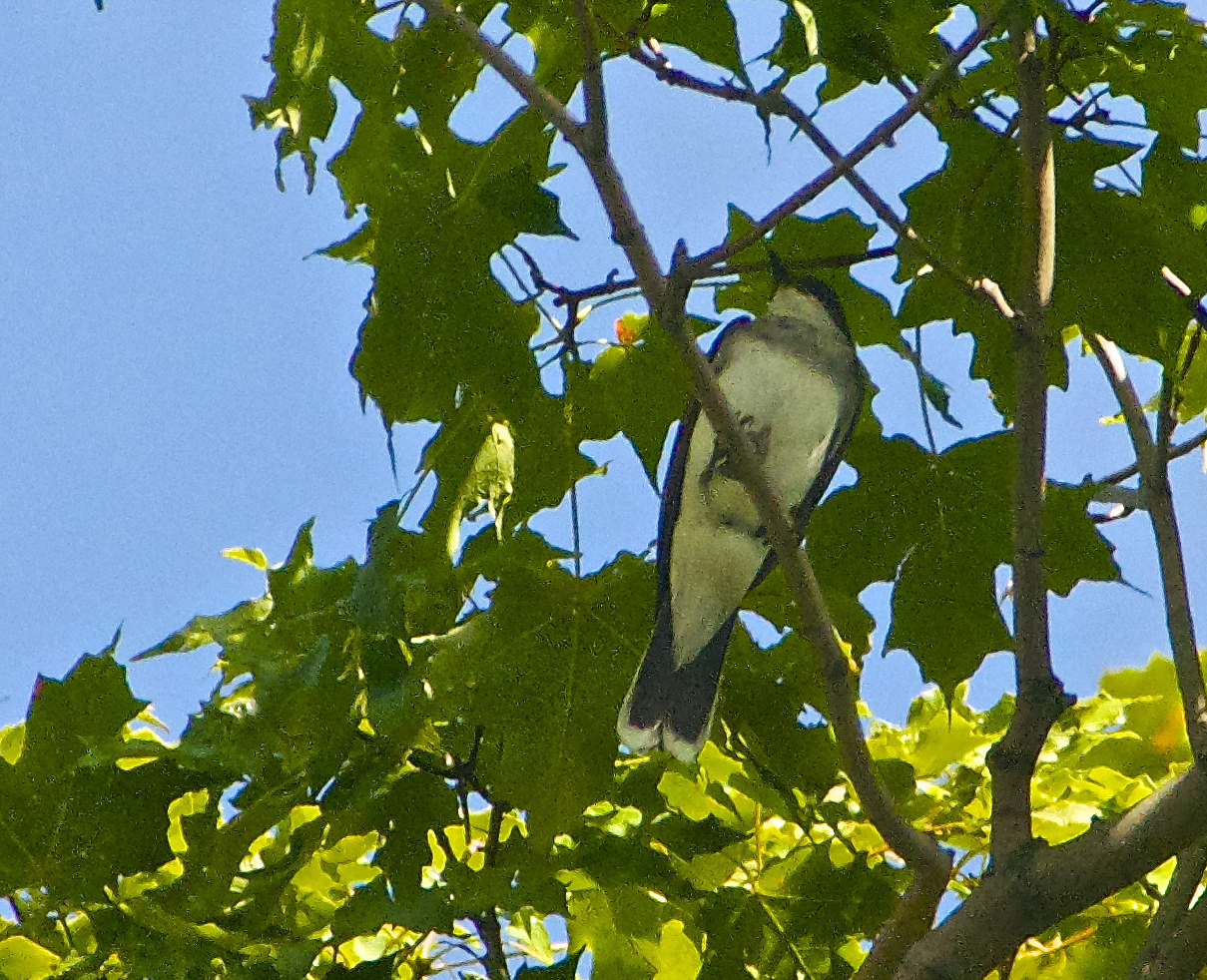